# Neues Rathaus (München)
Das Neue Rathaus ist ein Baudenkmal am Marienplatz im Bezirk Altstadt-Lehel der bayerischen Landeshauptstadt München. Der neugotische Profanbau wurde 1867 bis 1909 von Georg von Hauberrisser errichtet und dient als Sitz des Oberbürgermeisters, des Stadtrats und der Stadtverwaltung.

## Geschichte

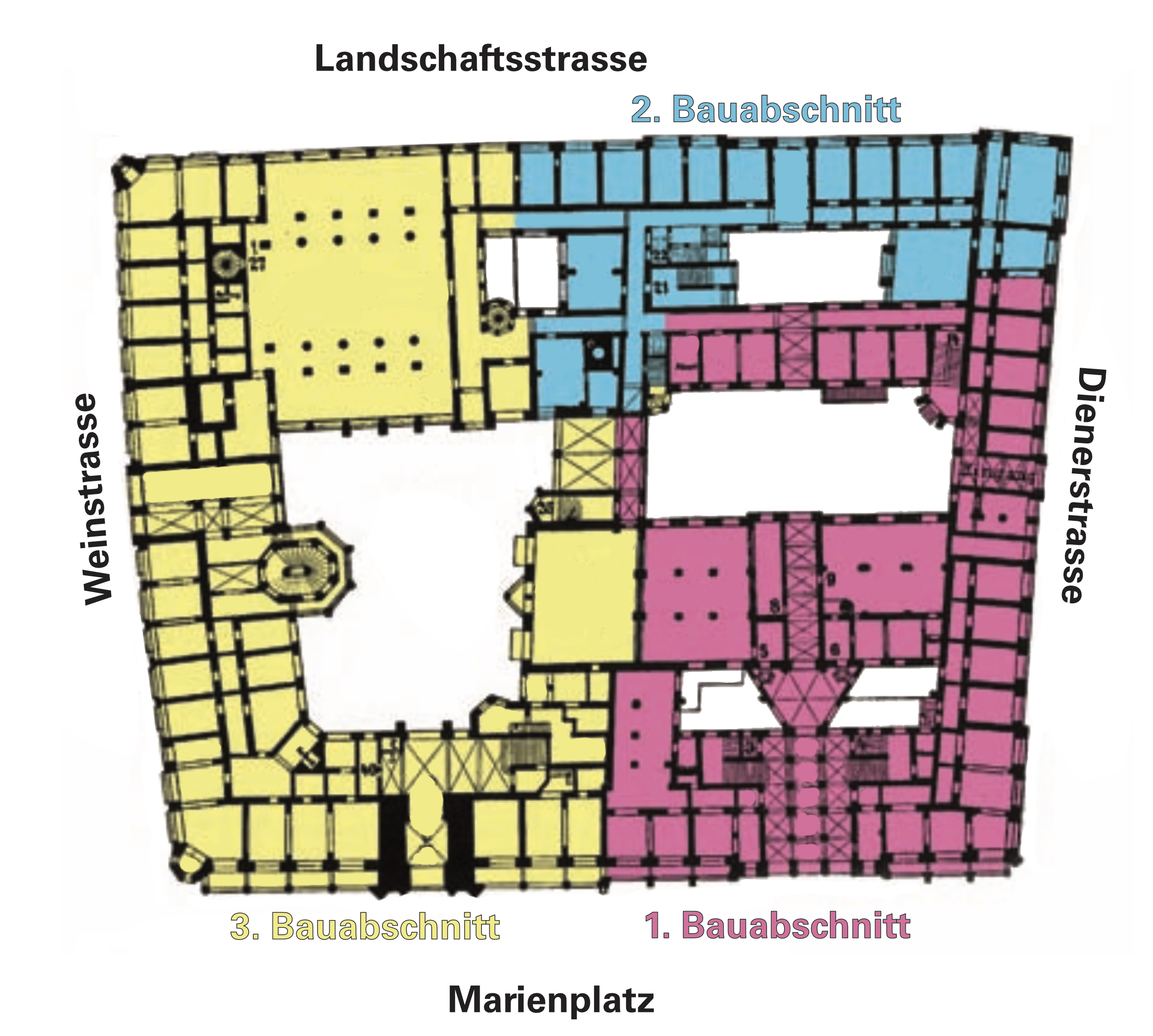
Die drei Bauabschnitte von Baubeginn 1867 bis zur Fertigstellung 1905: 1. Bauabschnitt: 1867–1874 (rot), 2. Bauabschnitt: 1889–1892 (blau), 3. Bauabschnitt: 1898–1905 (gelb)

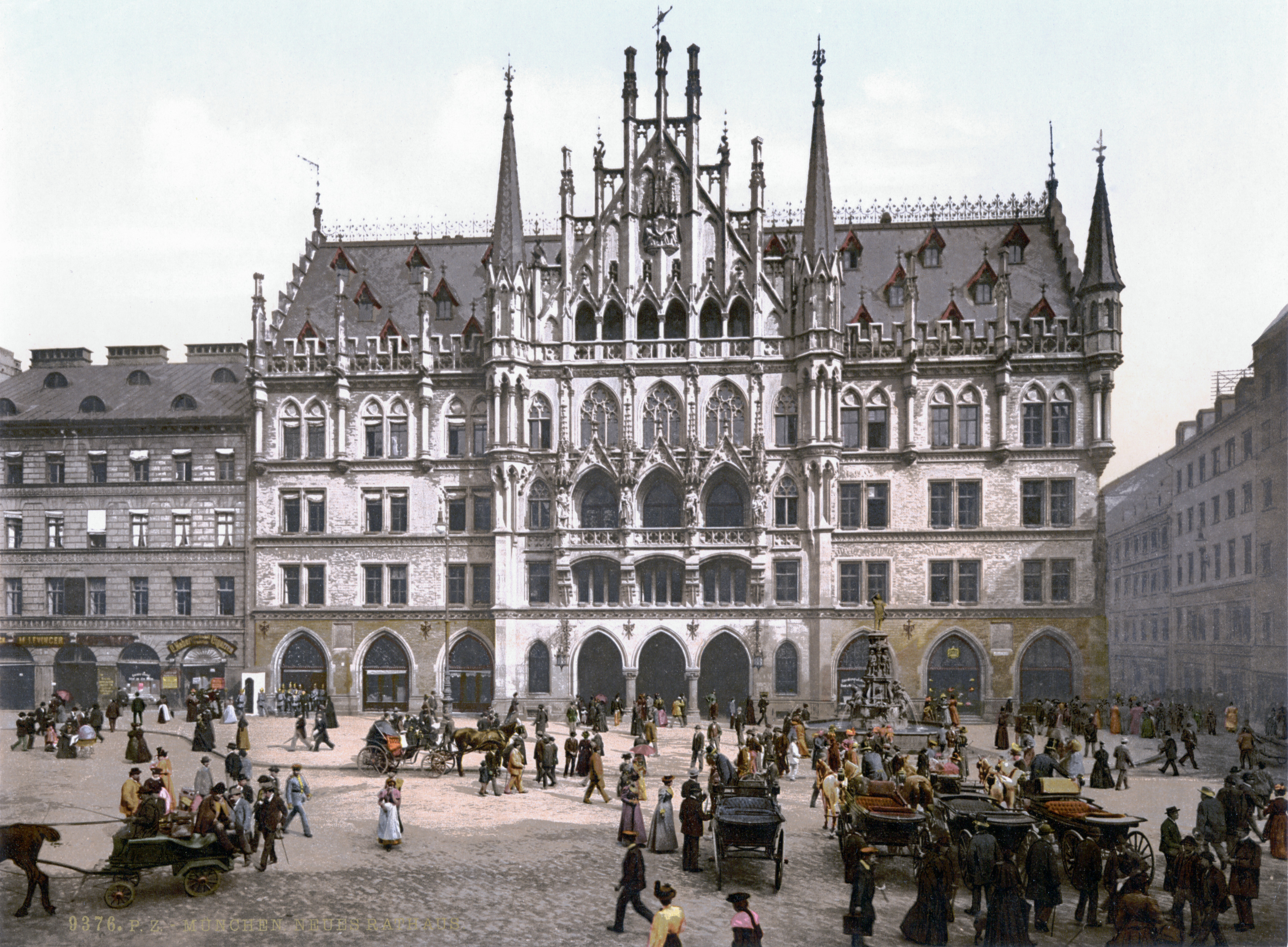
Neues Rathaus, 1. Bauabschnitt, 1874

Aufgrund der Raumnot im Alten Rathaus (1944 zerstört und wieder aufgebaut) und im Kleinen Rathaus am Petersbergl (als Anbau an den alten Rathausturm, 1944 zerstört und nicht wieder aufgebaut) wurde um 1865 durch den Magistrat der königlichen Haupt- und Residenzstadt München die Errichtung eines Neubaus des Rathauses beschlossen. In Erinnerung an die bürgerliche Hochblüte während der Gotik fiel die Wahl auf einen Entwurf im neugotischen Stil, wodurch ein eigenständiger architektonischer Akzent im Gegensatz zu den Bauten des Königshauses gesetzt wurde. Als Bauplatz wurde die Nordseite des Marienplatzes gewählt, wo noch die Landschaftshäuser standen, die im ausgehenden Mittelalter als eine Art Vertretung der Landschaften gegenüber dem bayerischen Herzog bzw. Kurfürsten errichtet worden waren.
Der erste Bauabschnitt im Ostteil, Marienplatz, Ecke Dienerstraße, war das Ergebnis eines Ideenwettbewerbes, den Georg Hauberrisser gewann und von 1867 bis 1874 ausführte. Die Grundsteinlegung erfolgte am 25. August 1867, dem Geburts- und Namenstag von König Ludwig II. Als deutlich wurde, dass der Neubau nicht ausreichen würde, die gesamte Verwaltung aufzunehmen, begann die Stadt ab 1887 sämtliche dem Rathaus benachbarte Anwesen an der Diener-, Landschaft- und Weinstraße aufzukaufen. Von 1889 bis 1892 entstand daraufhin der Bauabschnitt Dienerstraße/Ecke Landschaftstraße. 1897 entschieden sich Magistrat und Gemeindekollegium, das Rathaus durch Erweiterungsbauten am Marienplatz sowie in der Wein- und Landschaftstraße zu einem vierseitigen Komplex zu ergänzen. Dazu wurde die gesamte Fläche zwischen Marienplatz und Landschaftstraße einerseits und zwischen Weinstraße und Dienerstraße andererseits für den Neubau herangezogen. 1898 begannen die Arbeiten für die Erweiterung mit dem Rathausturm, ebenfalls unter Architekt Georg von Hauberrisser. Im Dezember 1905 war mit dem Setzen des Schlusssteins auf dem 85 Meter hohen Rathausturm der Rohbau des dritten Bauabschnitts beendet. Bei der architektonischen Gestaltung des Münchner Rathausturmes ließ sich Hauberrisser deutlich vom Brüsseler Rathausturm inspirieren. Der 96 Meter hohe spätgotische Brüsseler Rathausturm (Belfried) war von Jan van Ruysbroeck in den Jahren von 1449 bis 1455 gebaut worden.
Bis zum Jahresende 1906 konnten die Büro- und Kanzleiräume ihrer Bestimmung übergeben werden. Die Frontlänge am Marienplatz beträgt seitdem 98,5 Meter, wovon 48 Meter auf den ersten Bauabschnitt entfallen. Vorbilder für den Erweiterungsbau waren das Rathaus in Brüssel sowie das Neue Rathaus in Wien. Bei den Luftangriffen auf München 1944 leicht beschädigt, wurde das Neue Rathaus nach dem Krieg umgebaut. Die Bauabschnitte am Marienplatz erhielten ein zusätzliches Stockwerk, das sich hinter der neugotischen Balustrade versteckt, so dass der alte Eindruck erhalten blieb. Die Fassade an der Landschaftsstraße wurde sehr vereinfacht wiederhergestellt. Ende der 1990er Jahre wurde das Neue Rathaus generalsaniert und in Details rekonstruiert, so zum Beispiel das neugotische Ziergeschmiede, welches das Dach krönt.

## Äußeres

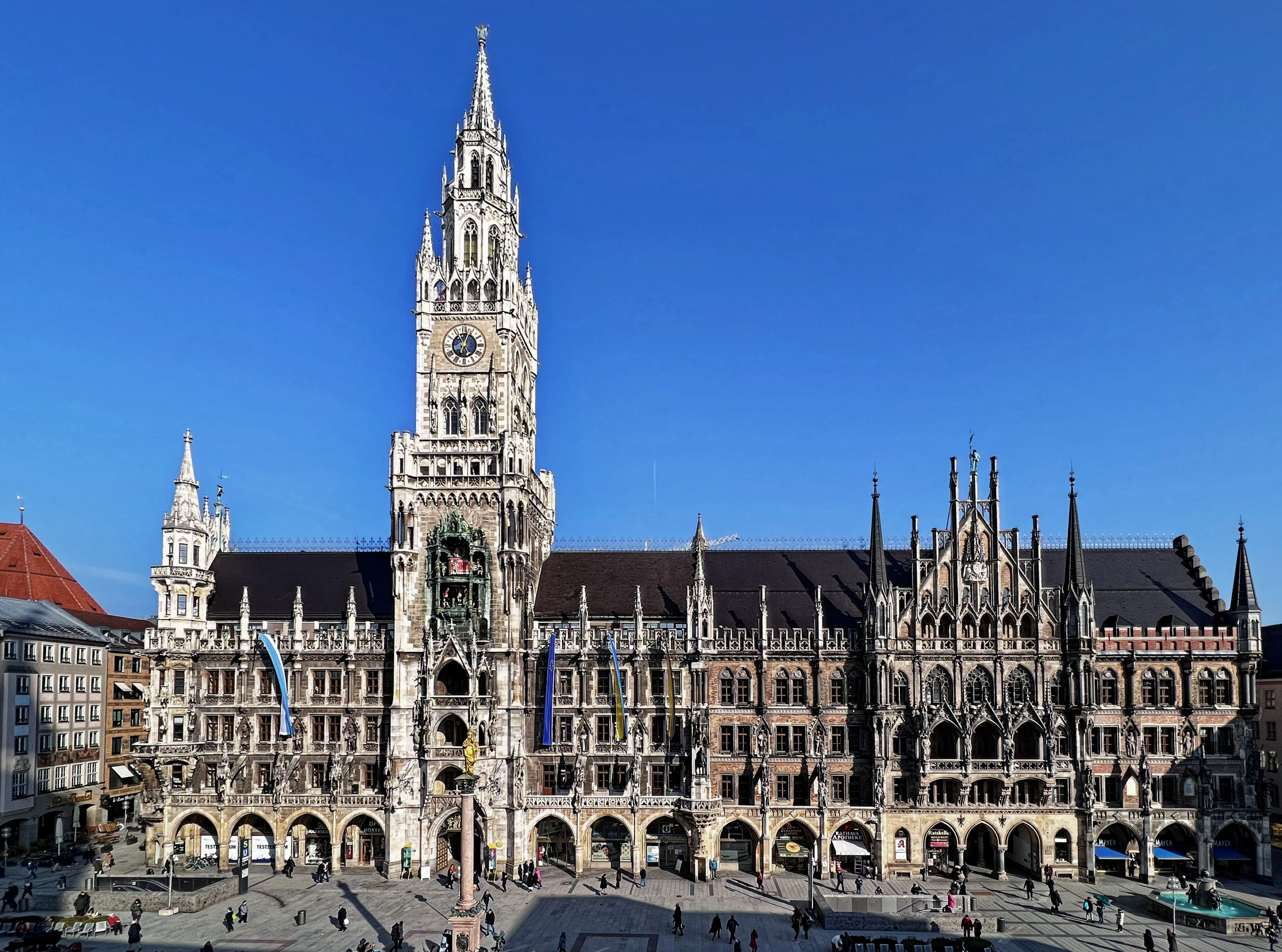
Außenansicht des Neuen Rathauses

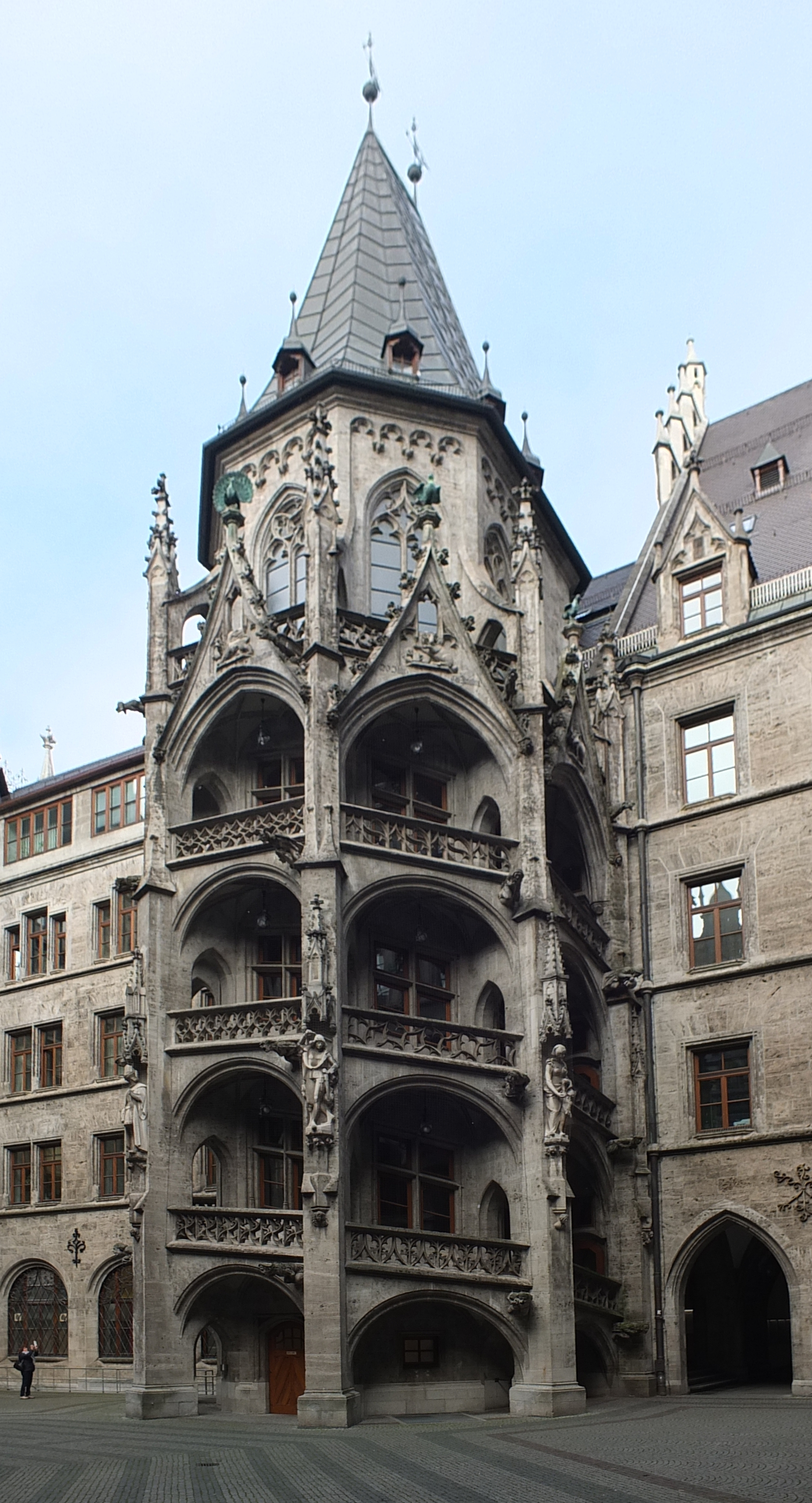
Prunkhof

Der Komplex aus Back- und Muschelkalkhaustein besitzt sechs Innenhöfe. Auf einer Grundstücksfläche von 9159 m² sind 7115 m² überbaut. Die fast 100 m lange Hauptfassade zum Marienplatz hin ist reich geschmückt. Sie zeigt den Welfenherzog Heinrich den Löwen und fast die gesamte Linie des Wittelsbacher Herrscherhauses in Bayern und ist der umfangreichste Fürstenzyklus an einem deutschen Rathaus. Als zentrales Denkmal in der Mitte der Hauptfassade zwischen beiden Bauabschnitten am Marienplatz oberhalb des Wachenhauses ist ein Reiterstandbild des Prinzregenten Luitpold zu sehen. An der Hauptfassade am Marienplatz und an der in der Weinstraße sind Münchner Originale, neugotische Wasserspeier in Form von Fratzen und Masken, allegorische Bilder, Themen aus dem Leben von Heiligen und volkstümliche Sagengestalten zu entdecken. Die Ecke Marienplatz/Weinstraße wird Wurmeck, die Ecke Weinstraße/Landschaftsstraße Kleubereck genannt. Zahlreiche Glasfenster mit lokalen, regionalen, nationalen, internationalen und religiösen Motiven zieren das Gebäude. Nachdem die meisten Fenster durch die Bombenangriffe in der Endphase des Zweiten Weltkriegs zerstört worden waren, konnten die meisten Objekte mit Hilfe von Spenden wieder in der ursprünglichen Gestalt restauriert werden.
Die Rathausfassade besteht, anders als bei vielen gotischen Bauten, nicht aus massivem Naturstein, sondern aus Ziegeln mit vorgesetztem Naturstein. Die Fassade des Rathauses St. Johann von Hauberrisser weist unverkennbare Ähnlichkeiten mit der des neuen Münchner Rathauses in ihrer abgeschlossenen Gestaltung der Jahre 1898–1905 auf: Zum einen die asymmetrische Platzierung der wichtigen Architekturelemente (Turm, Giebeltrakt, Turmerker) zum anderen die Gestaltung der Einzelformen (Giebelfeldgestaltung, die von mächtigen Konsolen getragenen Balkonlauben, umlaufende Zinnen, paarige Anordnung der Fenster, umlaufender Turmbalkon mit Ecktürmchen, Figurenschmuck). Allerdings konnte Hauberrisser die Rathausfassade in St. Johann in einem Zug entwerfen und sie somit ausgewogener komponieren als die des neuen Münchner Rathauses, das in drei Bauabschnitten (1. 1867–1881 / 2. 1889–1892 / 3. 1898–1905) errichtet wurde. An der Marienplatzfassade des Münchner Rathauses hatte Hauberrisser überdies auch zwei Gebäudeabschnitte mit unterschiedlichen Geschosshöhen, Fassadenverkleidungen und Fenstergestaltungen durch überreichen Fassaden- und Figurenschmuck optisch wenig ansprechend miteinander in Beziehung setzen müssen. Im Gegensatz zur Fassadenkonzeption des Wiener Rathauses von Hauberrissers Lehrer Friedrich von Schmidt bleiben Hauberissers Fassaden in München und St. Johann flächig und leben von der Reliefwirkung der Balkone, Erker, Zinnen, des Maßwerks und des Statuenschmucks. Beide Fassaden Hauberrissers (St. Johann und München) entsprechen so dem Typ der von der in Berlin herausgegebenen Baufachzeitung Centralblatt der Bauverwaltung gefordert wurde: „eine auf den Rathausplatz und überhaupt auf das Stadt-Innere bezogene, in passender Platzumgebung herrschende, malerischen, intime, deutsche Rathausanlage.“
Durch das Turmportal gelangt der Besucher in den Innenhof des Neuen Rathauses, den sogenannten Prunkhof, der vom mächtigen Wendeltreppenturm der Treppe der Lebensalter beherrscht wird. Im Prunkhof befinden sich außerdem die Zugänge zur ehemaligen Kassenhalle, die heute als Rathausgalerie dient, und ein Zugang zum Ratskeller, der weiter unten im Artikel beschrieben wird. Während der Advents- und bis zum Ende der Weihnachtszeit kann im Prunkhof in direkter räumlichen Nähe zum Christkindlmarkt die altbaierische Weihnachtskrippe des 1903 geborenen Holzbildhauers Reinhold Zellner besichtigt werden. Die Weihnachtskrippe wurde 1954 von dem Künstler für den Christkindlmarkt gestaltet und besteht aus 33 teils alpenländisch und teils orientalisch gekleideten Figuren und 28 Tieren. Als Besonderheit wird der Kraxenträger betrachtet, der anachronistischerweise zur Geburt Jesu ein Kruzifix mit sich führt. Im Laufe der Jahrzehnte verschwanden einige Figuren und es entstanden witterungs- und alterungsbedingte Schäden an dem Gesamtensemble. Im Jahre 2000 erfolgte für 30.000 DM eine umfassende Sanierung des Kunstwerks, in deren Rahmen auch die abhandengekommenen Krippenfiguren ersetzt wurden. Mit Abschluss der Erneuerungsarbeiten ging das Werk in das Eigentum des Münchner Fremdenverkehrsamts über.

## Turm

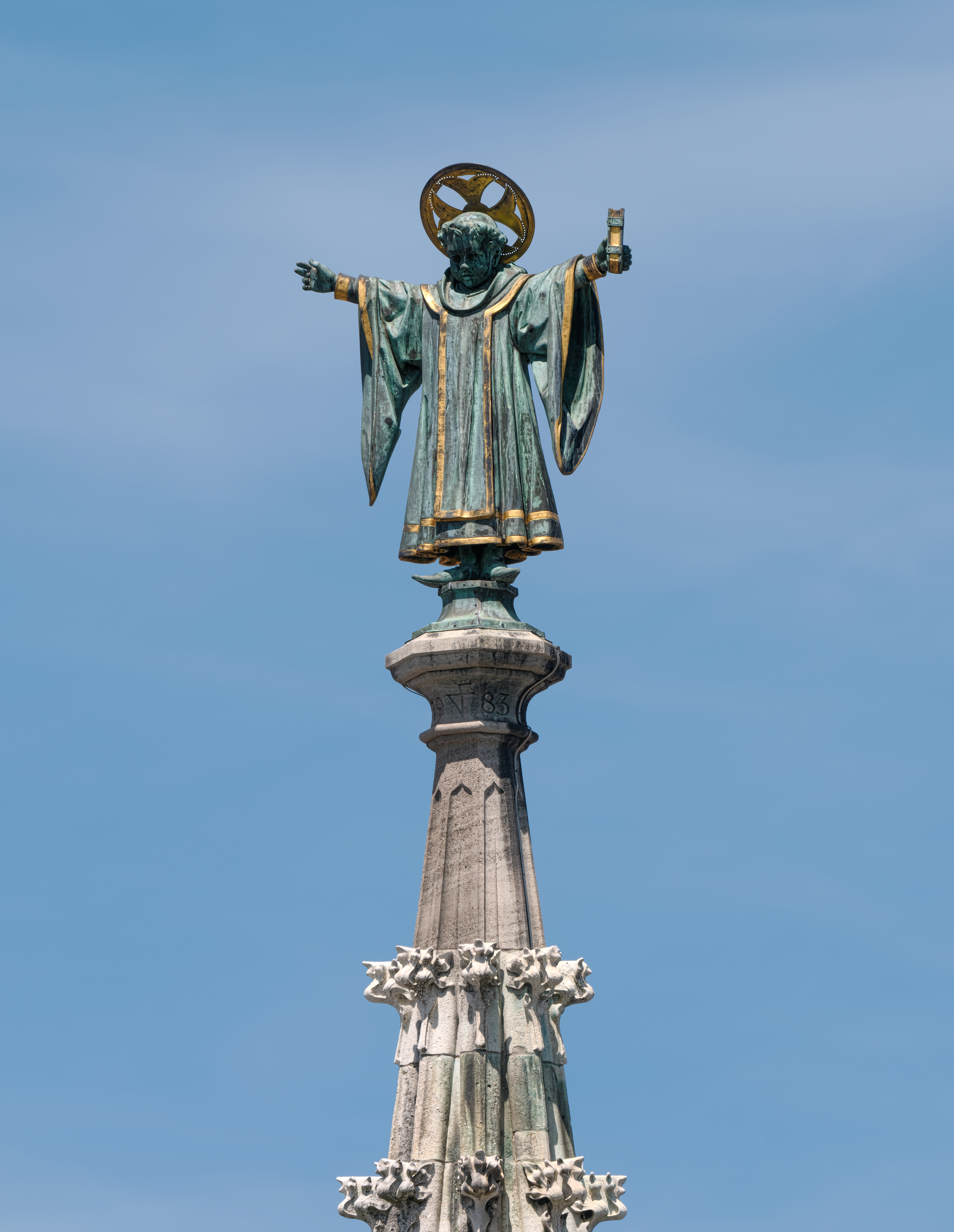
Münchner Kindl auf dem Rathausturm

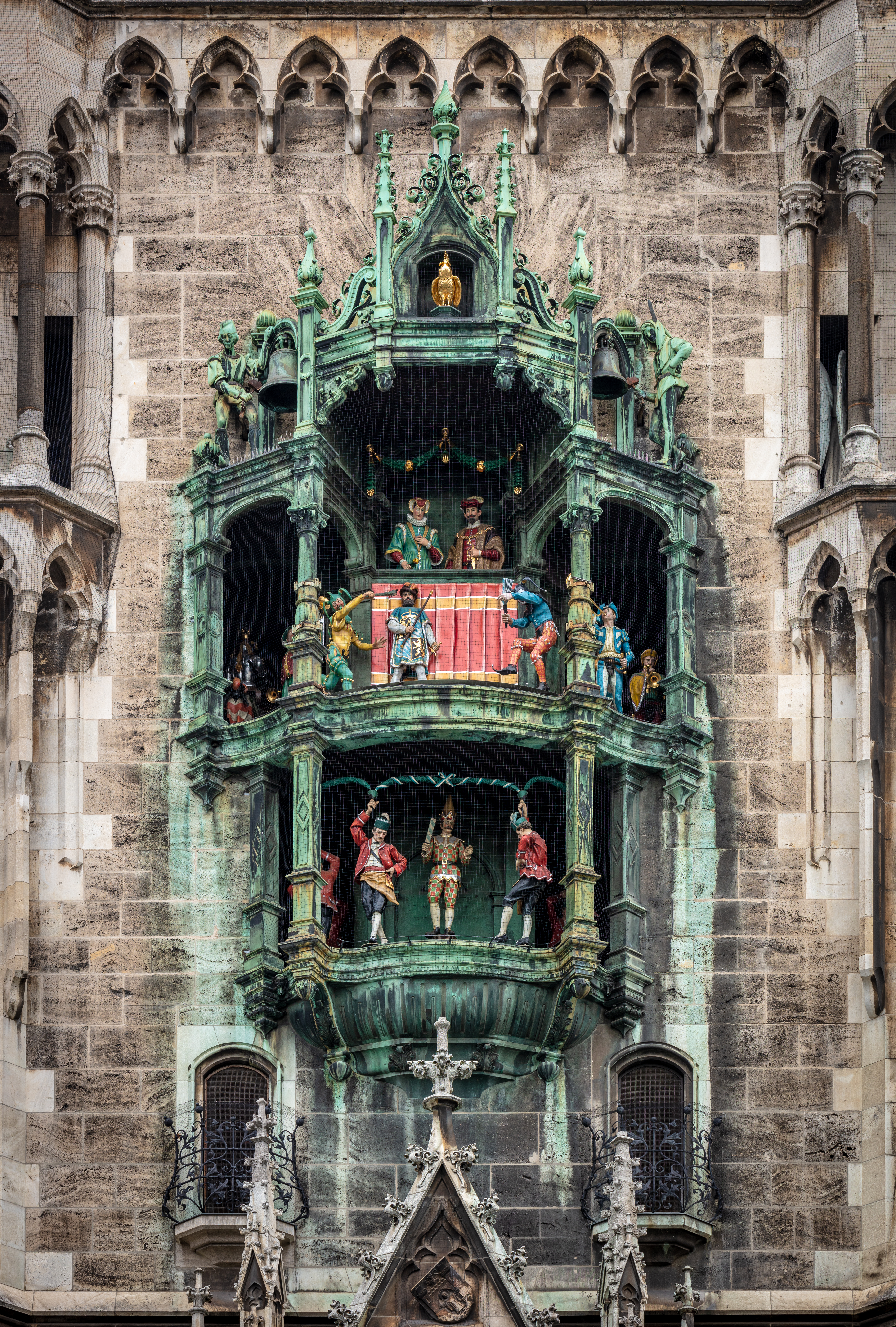
Glockenspiel

Der 85 m hohe Rathausturm wird gekrönt von dem Münchner Kindl, das von Anton Schmid gestaltet wurde, wobei dessen Sohn Wiggerl (Ludwig Schmid-Wildy) Modell stand. Die Figur wurde von Hygin Kiene in Kupfer getrieben. Der Rathausturm besitzt eine Aussichtsgalerie unterhalb der Spitze, über dem Glockenspiel, die mit einem Lift erreicht werden kann. Von dort aus ergibt sich bei klarem Wetter in Richtung Süden ein Blick auf die Alpenkette, den Alten Peter, die Heilig-Geist-Kirche, den Marienplatz, das Alte Rathaus und das Talburgtor. Im Norden zeigen sich die Theatinerkirche und der Olympiaturm, im Westen kann man zur Frauenkirche und zur St.-Pauls-Kirche hinüberschauen.
Im Rathausturm befindet sich das fünftgrößte Glockenspiel Europas. Es wurde von der Glockengießerei Oberascher gegossen und ertönte erstmals im Jahr 1908. Die 43 Glocken der mechanischen Uhr spielen nacheinander vier verschiedene Melodien, zu denen insgesamt 32 Figuren den Schäfflertanz und ein Ritterturnier bei der Hochzeit des bayerischen Herzogs Wilhelm V. mit Renata von Lothringen im Jahr 1568 darstellen. Die Melodien werden im Laufe des Jahres gewechselt. Es kommen sechs verschiedene Kombinationen von jeweils vier Liedern zum Einsatz. In den Erkern des siebten Turmgeschosses erscheint ein Münchner Nachtwächter, der auf seinen Horn bläst, sowie ein Engel, der das Münchner Kindl segnet.
Das Glockenspiel ertönt täglich um 11 und 12 Uhr sowie von März bis Oktober um 17 Uhr. Das eigentliche Spielwerk befindet sich unter dem Turmhelm und ist auch über eine Klaviatur individuell spielbar. Die kleinste der Glocken wiegt 10 kg und hat einen Durchmesser von 18 cm, die größte wiegt 1300 kg mit 125 cm Durchmesser, insgesamt wiegen die Glocken 7000 kg. Der Spielerker, in dem sich das Glockenspiel befindet, ist in Kupfer getrieben. Die 32 Spielfiguren beziehen sich auf Motive aus der Geschichte und Sage Münchens. Die kinematische Anordnung entwickelte 1899 der Erfinder des Viertaktmotors Christian Reithmann.
Im oberen Teil des Erkers ist ein „Turnier“ dargestellt, das zur Vermählung des Herzogs Wilhelms V. mit Renata von Lothringen 1568 auf dem Marienplatz abgehalten wurde. Herolde, Narren, Fanfarenbläser, Pagen und Standartenträger säumten das Turnierfeld, auf dem Bayern und Lothringer im mittelalterlichen Feudal-Geschicklichkeitsspiel die Kräfte maßen. Dass dabei die weiß-blauen Bayern über die schwarz-gelben Lothringer siegten, darf nur symbolisch gedeutet werden.
In der unteren Etage wird der Schäfflertanz gezeigt, der an die überstandene Pest von 1515 bis 1517 erinnert. Als sich aus Furcht vor der Seuche niemand mehr aus den Häusern auf die Straßen der Stadt traute, sollen die Schäffler in ihrer bunten Zunftkleidung mit Tanz und Musizieren die verängstigten Bürger wieder ins Freie und damit „ins Leben“ gelockt haben.
Daneben gibt es noch eine zweiminütige Variante am späten Abend um 21 Uhr, dann erleuchten Scheinwerfer zwei seitliche Erker. Auf der linken Seite tritt der Nachtwächter hervor und dreht seine Runde; er trägt eine Hellebarde, ein Horn und eine Lampe, sein Hund folgt ihm. (Dazu erklingt der Nachtwächterruf aus Richard Wagners Oper „Die Meistersinger von Nürnberg“). Nach kurzer Pause erklingt das Wiegenlied von Johannes Brahms. Im rechten Erkerturm marschiert nun das Münchner Kindl nach links, gefolgt vom Schutzengel (Friedensengel) (Vorbild ist wohl die Darstellung eines Bürgerkindes mit Schutzengel von Ignaz Günther im Münchner Bürgersaal der Marianischen Kongregation). Nachdem beide wieder im Turm angelangt sind, erlischt das Licht. Der Nachtwärter und der Schutzengel haben das Münchner Kindl zur Ruhe geleitet und München taucht in die Nacht.
Die Idee, ein Glockenspiel in den Turm des Neuen Rathauses zu integrieren, geht auf Georg von Hauberrisser zurück. Die Kosten waren erheblich. Alleine die 43 Glocken schlugen mit 154.000 Goldmark zu Buch, zu denen der Münchner Möbel- und Antiquitätenhändler Kommerzienrat Karl Rosipal 1904 anlässlich des hundertjährigen Bestehens seiner Möbelfirma mit einer Spende von 32.000 Mark beitrug. Diese Spende hatte noch ein eigentümliches Nachspiel: der 1924 verstorbene Karl Rosipal war jüdischer Herkunft. 1933/34 wurde seiner Familie die Spende zurückerstattet, da man vermutlich eine jüdische Beteiligung an einem urdeutschen Glockenspiel zu jener Zeit nicht mehr wünschte.
1908 war das Glockenspiel fertiggestellt, wurde aber erst am 18. Februar 1909 offiziell in Betrieb genommen, da man zunächst unzufrieden mit dem Klang der Glocken war. Seitdem zeigten sich täglich um 11 Uhr die Figuren und das Glockenspiel ertönt. Die Termine um 12 und 17 Uhr gibt es erst seit den Olympischen Spielen im Jahre 1972. Zwischen 1944 und 1952 war nur ein eingeschränkter Betrieb möglich, da das Glockenspiel im Krieg zwar nicht zerstört worden war, aber doch erhebliche Reparaturen notwendig wurden. Zuletzt wurde das Glockenspiel im Jahr 2008 instand gesetzt. die Deutsche Stiftung Denkmalschutz beteiligte sich mit 100.000 Euro.

## Inneres

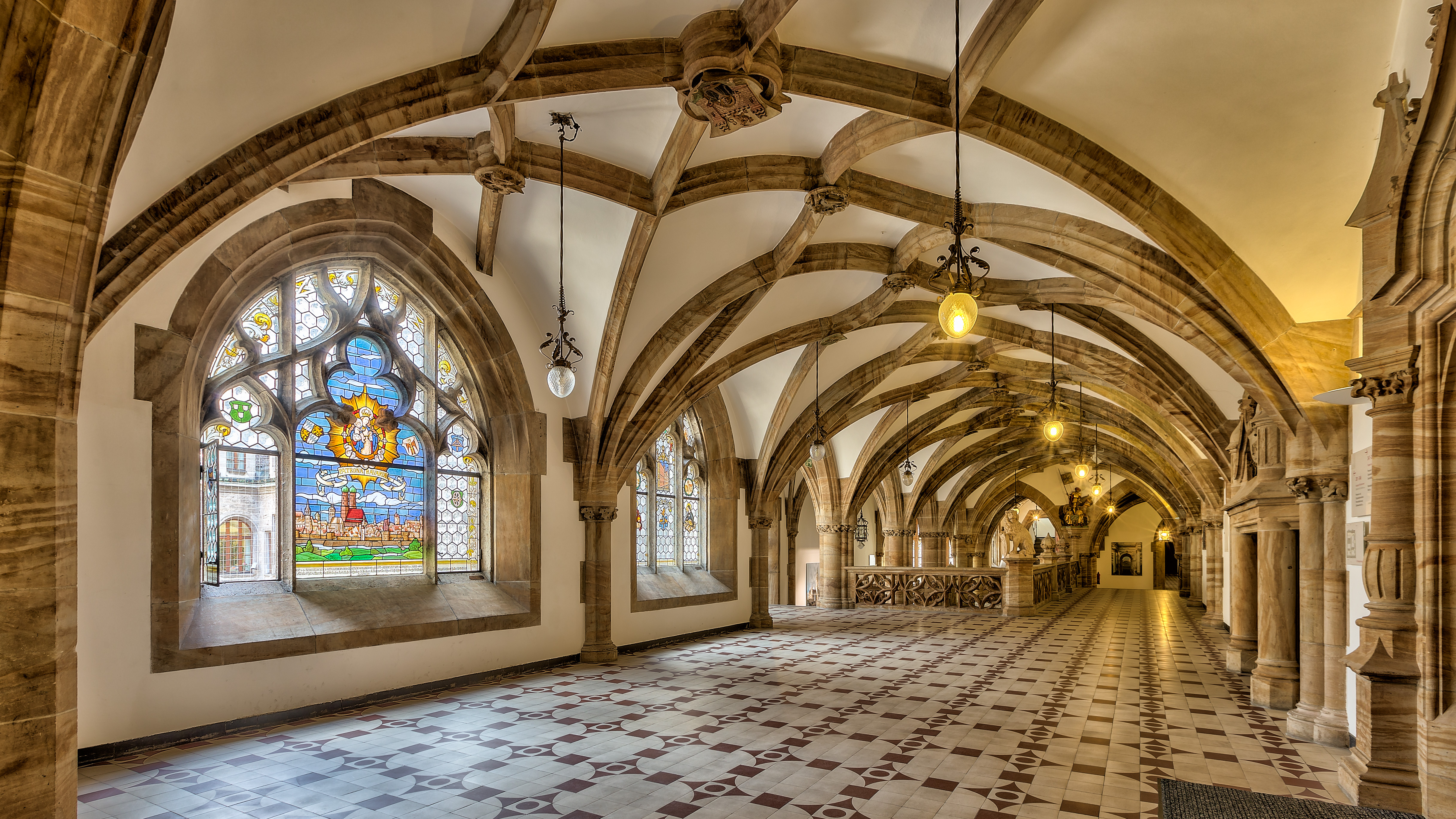
Innenansicht des Neuen Rathauses

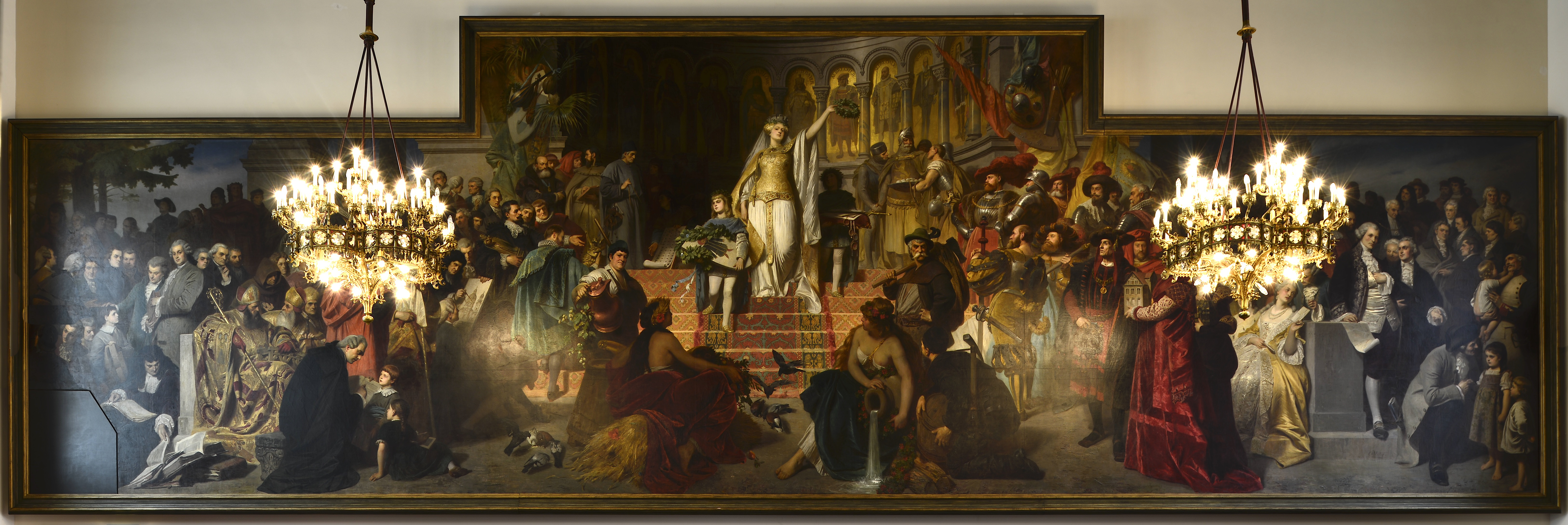
Monachia im Großen Sitzungssaal

Das Neue Rathaus ist Sitz des Oberbürgermeisters, des Stadtrats und der Stadtverwaltung der bayerischen Landeshauptstadt München.
Im Innern befinden sich rund 400 Räume. Der Große Sitzungssaal, in dem auch die Vollversammlungen des Münchner Stadtrates abgehalten werden, ist der größte Raum im Neuen Rathaus. Er wird dominiert von Carl Theodor von Pilotys Kolossalgemälde „Monachia“, das mit einer Breite von 15,2 Metern und einer Höhe von 3,6 bzw. 4,7 Metern die ganze Stirnwand des Saales einnimmt. Das 1869–1879 geschaffene Kunstwerk kehrte 2004 in den Großen Sitzungssaal des Neuen Rathauses zurück. Es zeigt 128 Münchner Persönlichkeiten (darunter nur sieben Frauen)  aus 700 Jahren Stadtgeschichte. Das Bild war 1952 entfernt und nach einer gründlichen Restaurierung 2004 wieder aufgehängt worden. Die Stadt zahlte Piloty für das Bild 50.000 Gulden.
Der Kleine Sitzungssaal wird vor allem für Sitzungen des Münchner Stadtrats und Empfänge der Stadt genutzt. Gleichzeitig sind die Ratsfraktionen und kleine Teile der Stadtverwaltung im Neuen Rathaus untergebracht.
Im Jahre 1958 – zum 800-jährigen Jubiläum der Stadt München – wurde im ersten Stock auf der Seite zum Marienplatz, jedoch zum Rathausinnenhof gerichtet, ein sakral wirkender, sechseckiger Gedenkraum eingerichtet. An gleicher Stelle befand sich bereits nach dem Ersten Weltkrieg ein Erinnerungsraum, der aber im Zweiten Weltkrieg zerstört wurde. Im neu gestalteten, kapellenartigen Raum befinden sich seitlich zu einem von Karl Knappe geschaffenen, überwiegend goldfarbenes Steinmosaik zwei Marmortafeln, die an die Toten der beiden Weltkriege und die Opfer der politisch Verfolgung zur Zeit des Nationalsozialismus erinnern. Die schwarze Bodenplatte erinnert an die, im „Dienst verunglückten Mitarbeiter“ der Stadt München. Der altarähnliche Kubus vor den senkrecht angebrachten Gedenktafeln enthält unter einer Glasplatte einen Folianten, in dem die Namen der Toten beider Weltkriege verzeichnet sind.
Die Juristische Bibliothek mit ihrem reich geschmückten Lesesaal ist bis heute eine öffentlich nutzbare juristische Fachbibliothek unter Verwaltung der Münchner Stadtbibliothek. 1843 hatte der Magistrat dem späteren Stadtchronisten Ulrich von Destouches den Auftrag erteilt, „sämtliche dem Magistrat und den unter magistratischer Verwaltung stehenden Anstalten gehörige Bücher zu sammeln, abzustempeln, zu verzeichnen und zu katalogisieren“. 23 Jahre später erschien dann 1866 der erste Katalog der Büchersammlung der städtischen Kollegien, der 2.375 Nummern umfasst. 1906 besaß die Bibliothek bereits rund 30.000 Bände und konnte in den prunkvoll gestalteten Bibliothekssaal des Neuen Rathauses umziehen, dessen Ausstattung im Jugendstil einen bemerkenswerten Kontrast zu dem neogotischen Stil des Neuen Rathauses bildet. Durch Löscharbeiten im Zweiten Weltkrieg wurde das große allegorische Deckenfresko von Waldemar Kolmsperger „Die Zeit enthüllt die Wahrheit“ zerstört. Die „Bibliothek des Stadtrats“ konnte als erste Abteilung im Rathaus bereits am 2. Januar 1946 ihren Betrieb wieder aufnehmen. In den 1960er Jahren bürgert sich der Name „Juristische Bibliothek“ ein.
Auf dem Balkon des Neuen Rathauses finden in der Regel die Empfänge und Ehrungen für erfolgreiche Münchner Sportler und Mannschaften statt. Die Tradition gibt es seit 1975, als der FC Bayern München auf dem Rathaus-Balkon den UEFA-Landesmeisterpokal präsentierte.
Die ehemalige Kassenhalle, heute Rathausgalerie, wird seit 1979 in erster Linie als Ausstellungsraum genutzt. Die Grütznerstube und die Ratstrinkstube dienen heute als Raum für städtische Feierlichkeiten und Pressekonferenzen. Sie könne auch für ausgewählte Veranstaltungen angemietet werden.
Der Ratskeller nimmt fast das gesamte Untergeschoss des Neuen Rathauses ein. Die Gaststätte mit 10 Räumen und 1000 Plätzen wurde von dem aus Biebrich am Rhein stammenden Maler Heinrich Schlitt ausgemalt und am 1. August 1874 vom ersten Ratskeller-Wirtehepaar Ernst und Franziska Steidl in den sechs Kreuzgewölben im Keller des neuen Rathauses offiziell als Gaststätte eröffnet. Die heutige Ausmalung des Münchener Rathskellers war ursprünglich für Hauberrissers Ratskeller im Rathaus St. Johann entworfen worden. Hauberisser hatte Schlitt für die Ausmalung des St. Johanner Ratskellers vorgeschlagen. Thema der geplanten Ausmalung war „Der Kampf des Bieres gegen den Wein“. Heinrich Schlitt war bereits ein im Saargebiet bekannter Künstler gewesen. Er hat unter anderem Anfang des 20. Jahrhunderts Keramiken für Villeroy & Boch entworfen. Schlitt hatte auch in Zusammenarbeit mit Kaspar Kögler ab dem Jahr 1890 im Ratskeller des ebenfalls von Georg von Hauberrisser entworfenen Neuen Rathaus in Wiesbaden den „Bierkeller“ mit humoristischen Fresken ausgemalt. Nach Streitigkeiten zwischen der Stadtverwaltung St. Johann und Schlitt um die Höhe der Bezahlung der Ausmalung forderte Schlitt seine St. Johanner Skizzen zurück und malte nach den St. Johanner Skizzen ab dem Jahr 1905 den Münchener Ratskeller aus (Thema: „Wenn Wein und Biere sich bekriegen – Wer wird siegen, wer wird unterliegen?“).

## Figuren
Bayerische Herzöge, Könige, Kurfürsten und Kaiser
| Bild | Name                                      | Herrschaftszeitraum     | Lebenszeitraum         | Seite                     | Stockwerk | Position (v. l. n. r.) |
|      | Herzog Ernst                              | 1397–1438               | 1373–1438              | süd                       | 1         | 1                      |
|      | Herzog Wilhelm III.                       | 1397 – 1435             | 1375–1435              | süd                       | 1         | 2                      |
|      | Herzog Adolf                              | 1435 – 1441             | 1434–1441              | süd                       | 1         | 3                      |
|      | Herzog Albrecht III.                      | 1438 – 1460             | 1401–1460              | süd                       | 1         | 4                      |
|      | Herzog Albrecht IV., der Weise            | 1465 – 1508             | 1447–1508              | süd                       | 1         | 5                      |
|      | Herzog Christoph, der Starke              | –                       | 1449–1493              | süd                       | 1         | 6                      |
|      | Herzog Wolfgang                           | –                       | 1451–1514              | süd                       | 1         | 7                      |
|      | Herzog Albrecht V.                        | 1550 – 1579             | 1528–1579              | süd                       | 1         | 8                      |
|      | Herzog Wilhelm V., der Fromme             | 1579 – 1598             | 1548–1626              | süd                       | 1         | 9                      |
|      | Kurfürst Maximilian I.                    | 1598 – 1651             | 1573–1651              | süd                       | 1         | 10                     |
|      | Kurfürst Ferdinand Maria                  | 1651 – 1679             | 1636–1679              | süd                       | 1         | 11                     |
|      | Kurfürst Max III. Joseph                  | 1745 – 1777             | 1727–1777              | süd                       | 1         | 12                     |
|      | Kurfürst Karl Theodor                     | 1777 – 1799             | 1724–1799              | süd                       | 1         | 13                     |
|      | Herzog Wilhelm I.                         | 1347 – 1349             | 1330–1389              | südwest (Wurmeck)         | 2         | 1                      |
|      | Herzog Albrecht I.                        | 1347 – 1349             | 1336–1404              | südwest (Wurmeck)         | 2         | 2                      |
|      | Herzog Otto V.                            | 1347 – 1353             | 1346–1379              | südwest (Wurmeck)         | 2         | 3                      |
|      | Herzog Meinhard                           | 1361 – 1363             | 1344–1366              | südwest (Wurmeck)         | 2         | 4                      |
|      | Herzog Stefan III. der Kneißl             | 1375 – 1392             | 1337 (ca.)–1413        | südwest (Wurmeck)         | 2         | 5                      |
|      | Maximilian I. Joseph (Kurfürst, König)    | 1799 – 1806 1806 – 1825 | 1756–1825              | süd (Turm, „Königslaube“) | 2         | 1                      |
|      | Ludwig I.                                 | 1825 – 1848             | 1786–1868              | süd (Turm, „Königslaube“) | 2         | 2                      |
|      | Maximilian II.                            | 1848 – 1864             | 1811–1864              | süd (Turm, „Königslaube“) | 2         | 3                      |
|      | Ludwig II.                                | 1864 – 1886             | 1845–1886              | süd (Turm, „Königslaube“) | 2         | 4                      |
|      | Herzog Friedrich                          | 1375 – 1392             | 1339–1393              | süd                       | 2         | 1                      |
|      | Herzog Johann II.                         | 1375 – 1397             | 1340/41–1397           | süd                       | 2         | 2                      |
|      | Herzog Ludwig VII., der Gebartete         | 1413 – 1443             | 1365/68–1447           | süd                       | 2         | 3                      |
|      | Herzog Johann IV.                         | 1460 – 1463             | 1437–1463              | süd                       | 2         | 4                      |
|      | Herzog Siegmund                           | 1460 – 1467             | 1439–1501              | süd                       | 2         | 5                      |
|      | Herzog Wilhelm IV.                        | 1508 – 1550             | 1493–1550              | süd                       | 2         | 6                      |
|      | Herzog Ludwig X.                          | 1516 – 1545             | 1495–1545              | süd                       | 2         | 7                      |
|      | Kurfürst Max II. Emanuel                  | 1680 – 1726             | 1662–1726              | süd                       | 2         | 8                      |
|      | Kurfürst Karl Albrecht (Kaiser Karl VII.) | 1726 – 1745 1742 – 1745 | 1697–1745              | süd                       | 2         | 9                      |
|      | Herzog Otto I.                            | 1180 – 1183             | 1120 (ca.)–1183        | süd (Rathausturm)         | 8         | links                  |
|      | Herzog Heinrich XII., der Löwe            | 1156 – 1180             | 1129 (ca.)–1195        | süd (Rathausturm)         | 8         | Mitte                  |
|      | Herzog Rudolf I., der Stammler            | 1294 – 1317             | 1274–1319              | süd (Rathausturm)         | 8         | rechts                 |
|      | Herzog Ludwig I., der Kelheimer           | 1183 – 1231             | 1173–1231              | west (Rathausturm)        | 8         | links                  |
|      | Herzog Otto II., der Erlauchte            | 1231 – 1253             | 1206–1253              | west (Rathausturm)        | 8         | Mitte                  |
|      | Herzog Ludwig II., der Strenge            | 1253 – 1294             | 1229–1294              | west (Rathausturm)        | 8         | rechts                 |
|      | Herzog Ludwig VI.                         | 1347 – 1353             | 1330–1365              | nord (Rathausturm)        | 8         | links                  |
|      | Herzog Heinrich XIII.                     | 1253 – 1255             | 1235–1290              | nord (Rathausturm)        | 8         | rechts                 |
|      | Ludwig der Bayer (Herzog, Kaiser)         | 1301 – 1347 1328 – 1347 | zw. 1281 und 1287–1347 | ost (Rathausturm)         | 8         | links                  |
|      | Herzog Ludwig V.                          | 1347 – 1361             | 1315–1361              | ost (Rathausturm)         | 8         | Mitte                  |
|      | Herzog Stephan II.                        | 1347 – 1375             | 1319–1375              | ost (Rathausturm)         | 8         | rechts                 |

Bürgerliche Tugenden (Loggia, 2. Stockwerk, Bauabschnitt Fischbrunnen)
| Bild | Name          | Beschreibung                                                        | Position |
|      | Gewerbefleiß  | Jüngling mit Winkelmaß und Hammer erstellt vom Bildhauer Anton Hess | 1        |
|      | Häuslichkeit  | Mutter mit Kind erstellt vom Bildhauer Anton Hess                   | 2        |
|      | Bürgermut     | Geharnischter erstellt vom Bildhauer Anton Hess                     | 3        |
|      | Wohltätigkeit | Brot spendende Frau erstellt vom Bildhauer Anton Hess               | 4        |

Berufszweige (westlicher Mittelbau, 2. Stockwerk)
| Bild | Position (v. l. n. r.) |
|      | 1                      |
|      | 2                      |
|      | 3                      |
|      | 4                      |
|      | 5                      |

Geschäftssparten des Magistrats (Eckturm Nordwest, 3. Stockwerk)
| Bild | Name       | Position (v. l. n. r.) |
|      | Schule     | 1                      |
|      | Hygiene    | 2                      |
|      | Baukunst   | 3                      |
|      | Armenpfleg | 4                      |

Sonstige
| Bild | Name           | Funktion             | Lebenszeitraum    | Seite | Stockwerk | Position (v. l. n. r.) |
|      | Münchner Kindl | Wappenfigur Münchens | –                 | süd   | 1         | 14                     |
|      | Skt Benno      | Stadtpatron          | 1010 (ca.) – 1106 | west  | 1         | 9                      |

Über den Arkaden des Erdgeschosses am Marienplatz und über den Fenstern des 3. Stockwerks am Marienplatz und an der Dienerstraße befinden sich insgesamt 30 Wappen (teilweise ehemals) bayerischer Städte. Sie befinden sich alle am ersten Bauabschnitt des Rathauses.